# Junta de las charreteras
En los regimientos franceses e ingleses del siglo XIX y los del siglo XVIII, la junta de la charreteras era una especie de tribunal de honor, compuesto de todos los oficiales subalternos en cada cuerpo presididos por el teniente más antiguo. 
Ante él se presentaban las acusaciones en contra de alguno de sus individuos por el mismo ofendido y se juzgaban las que eran señaladas por la voz pública pero que por no ser justificadas ante las autoridades, no obstante ofendían la buena reputación del cuerpo. En esta junta se juzgaba con la mayor imparcialidad, y sus fallos eran irremisibles y sin dar lugar a apelación. Pocas eran sus leyes, muy corto su código, pero sus penas se llevaban a cabo con severidad, rigor y la más escrupulosa exactitud. La expulsión del cuerpo, el desafío a primera, segunda o tercera sangre y a veces el duelo a muerte, dar una manta al acusado, echarle una reprimenda o pagar una ponchada a los vocales de la junta eran las sentencias más generales. 
Cuando el delincuente pertenecía a la clase de capitanes o era jefe del cuerpo, se extendía una súplica por escrito al coronel, al general del ejército o al ministro de la Guerra manifestándole los hechos comprobados y pidiendo el remedio. Para eludir el compromiso de ser el primero en firmar, ponían los nombres y rúbricas en forma circular y ahí es que se llamase también a esta junta la calotte (solideo) en Francia, y en Inglaterra se la denominase round robin o ruban rond, por la figura en círculo de las firmas. En España el regimiento de guardias valonas y las brigadas irlandesa a italiana seguían este sistema de censura al que sus cuerpos debieron aquel espíritu que tanto los distinguieron en el campo del honor y en las guarniciones.